# 요르단의 역사
요르단의 역사는 하심 왕국의 역사와 영국의 보호령 아래 트란스요르단 토후국의 배경과 트란스요르단 지역의 일반적인 역사를 말한다.
암만 성채는 요르단의 7000년 역사를 반영하고 있다. 구석기 시대 초기에 트란스요르단에서는 인간이 활동했다는 증거가 있다. 이 지역은 청동기 시대에 유목민 부족들이 정착하였는데, 이들은 철기 시대에 암몬, 모압, 에돔 등 작은 왕국에 통합되었고, 일부 지역은 히브리인들이 지배했다. 고전기에, 트란스요르단은 그리스와 나중에는 로마 제국의 영향을 받았다. 로마와 비잔티움 제국의 통치하에, 트란스요르단은 북쪽의 데카폴리스의 본거지였고, 그 지역의 대부분은 비잔티움 아라비아로 지정되었다. 수도를 페트라에 둔 로마 시대의 나바테아 왕국과 같은 트란스요르단 지역에 위치한 고전 왕국들은 오늘날 특히 관광객들과 영화 제작자들에게 인기 있는 극적인 유적들을 남겼다. 트란스요르단의 역사는 7세기부터 무슬림 제국과 함께 지속되었고, 중세시대 중반에 부분적인 십자군 통치가 이루어졌으며, 마침내 13세기 맘루크 술탄국의 지배와 16세기부터 제1차 세계 대전 사이에 오스만 제국의 지배가 이루어졌다.
1916년 아랍 반란과 영국의 침공으로 이 지역은 1917년 영국-아랍 제국의 동부 점령지 관리 하에 놓이게 되었고, 1920년 시리아 왕국으로 선포되었다. 프랑스가 시리아 왕국의 북쪽 부분만을 점령한 후, 트란스요르단은 공위기에 놓이게 되었다. 몇 달 후, 샤리프 후세인의 둘째 아들인 압둘라가 트란스요르단에 도착했다. 1920년대 초 팔레스타인 위임통치령에 대한 트란스요르단 비망록과 함께 하심 에미리트 치하의 트란스요르단 토후국이 되었다. 1946년, 트란스요르단 왕국이 독립하여 유엔과 아랍 연맹에 가입하였다. 1948년 요르단은 이스라엘과 요르단강 서안 지구를 놓고 싸웠으며 요르단은 요르단강 서안을 사실상 장악하고 요르단강 서안 지역을 팔레스타인 인구와 합병시켰다. 요르단은 1967년 이스라엘과의 전쟁에서 요르단강 서안 지구를 잃었고, 이후 팔레스타인 해방기구(PLO)의 중심 기지가 되었다. 소모전 당시 활동했던 PLO와 요르단 간의 동맹은 1970년 요르단에서 벌어진 유혈 사태의 검은 9월, 요르단과 팔레스타인(시리아 바트주의자의 지원으로) 내전으로 수천 명의 목숨을 앗아갔다. 그 여파로 패배한 PLO는 수만 명의 전사들과 그들의 팔레스타인 가족과 함께 요르단에서 쫓겨나 남레바논으로 이주했다.

## 석기 시대
요르단에서의 인간 활동의 증거는 구석기 시대로 거슬러 올라간다. 이 시대의 건축적 증거는 없지만, 고고학자들은 부싯돌과 현무암 손도끼, 칼과 긁는 도구와 같은 도구들을 발견했다.
신석기 시대 (기원전 8500년~기원전 4500년)에는 세 가지 주요한 변화가 일어났다. 첫째, 사람들은 작은 마을에 살면서, 염소뿐만 아니라 곡물, 완두콩, 렌즈콩과 같은 새로운 식량원을 발견하고 길들이게 되었다. 인구가 수만 명으로 늘어났다
둘째, 이러한 정착 패턴의 변화는 기후의 현저한 변화에 의해 촉진된 것으로 보인다. 특히 동쪽 사막은 점점 더 따뜻해지고 건조해져서 결국 일년 내내 사람이 살 수 없게 되었다. 이 유역 기후 변화는 기원전 6500년에서 5500년 사이에 일어난 것으로 여겨진다.
셋째, 기원전 5500년에서 4500년 사이에 시작되었고, 주민들은 석고 대신 점토로 도자기를 만들기 시작했다. 도자기를 만드는 기술은 아마도 메소포타미아의 장인에 의해 이 지역에 소개되었을 것이다.
요르단에서 가장 큰 신석기 유적지는 암만의 아인 가잘에 있다. 많은 건물들이 세 구역으로 나뉘었다. 집들은 직사각형이었고 여러 개의 방이 있었고, 일부는 바닥이 도배되어 있었다. 고고학자들은 요르단, 이스라엘, 팔레스타인, 시리아 전역의 유적지에서 회반죽으로 덮여 있고 눈구멍에 아스팔트가 박힌 두개골을 발굴했다. 아인 가잘에서 발견된 조각상은 8,000년 된 것으로 생각된다. 높이가 1미터가 조금 넘는 이 작품은 거대한 눈, 마른 팔, 구부러진 무릎, 그리고 그녀의 발가락을 세밀하게 표현한 여성을 묘사하고 있다.

## 동기 시대
동기 시대 (기원전 4500년~3200년) 동안 구리는 제련되기 시작했고 도끼, 화살촉, 갈고리를 만드는데 사용되었다. 보리, 대추, 올리브, 렌즈콩의 재배와 사냥보다는 양과 염소의 길들이기가 우세했다. 사막의 생활 양식은 아마도 현대의 베두인과 매우 비슷했을 것이다.
툴레이타트 가술은 요르단 계곡에 위치한 큰 동기 시대 마을이다. 그 집의 벽은 햇볕에 말린 진흙 벽돌로 만들어졌고, 지붕은 나무와 갈대, 진흙으로 만들어졌다. 어떤 것들은 석조 토대를 가지고 있었고, 많은 것들은 큰 중앙 마당을 가지고 있었다. 벽에는 종종 복면을 한 남자, 별, 기하학적 모티브의 밝은 이미지가 그려져 있는데, 이는 종교적인 믿음과 관련이 있었을지도 모른다.

## 청동기 시대
초기 청동기 시대 (기원전 3200년~기원전 1950년)에 지어진 많은 마을들은 간단한 물 기반 시설뿐만 아니라 이웃 유목민 부족들의 습격으로부터 보호하기 위해 설계된 방어 요새를 포함하고 있었다.
아라바의 바브 알드라에서 고고학자들은 인간의 뼈, 항아리, 보석, 무기 등이 들어 있는 진흙 벽돌 집뿐만 아니라 여러 개의 방이 있는 2만 개 이상의 갱도 무덤을 발견했다. 산 곳곳에 흩어져 있는 수백 개의 고인돌은 동기와 초기 청동기 시대로 거슬러 올라간다.
기원전 3000년 이전에 이집트와 메소포타미아에서 문자가 개발되었지만, 일반적으로 요르단, 가나안, 시리아에서는 수천 년이 지나서야 쓰였다.
기원전 2300년에서 1950년 사이에, 많은 크고 요새화된 언덕 꼭대기 마을들은 작고, 요새화되지 않은 마을들 또는 목가적인 생활 방식을 위해 버려졌다. 도시 국가 네트워크의 종식을 가져온 것은 기후와 정치적 변화가 복합적으로 작용한 것으로 생각되지만, 무엇이 이러한 변화를 일으켰는지에 대한 합의는 없다.
청동기 시대(기원전 1950년-1550년) 동안, 중동 전역으로의 이주가 증가했다. 무역은 이집트, 시리아, 아라비아, 그리고 트란스요르단을 포함한 가나안 사이에서 계속 발전했고, 기술과 다른 문명의 특징들이 확산되었다. 구리와 주석으로 만들어진 청동은 더 튼튼한 도끼, 칼, 그리고 다른 도구와 무기들을 생산할 수 있게 해주었다. 요르단 북부와 중부에는 크고 뚜렷한 공동체가 생겨난 것으로 보이며, 남부에는 샤수족으로 알려진 유목민인 베두인이 살고 있었다.
암만의 성채, 이르비드, 타바카트 팔(또는 펠라)과 같은 곳에 새로운 요새가 나타났다. 마을들은 흙제방으로 만든 성벽으로 둘러싸여 있었고, 비탈은 단단한 회반죽으로 덮여 있어서 등반이 미끄럽고 힘들었다. 펠라는 거대한 벽과 망루로 둘러싸여 있었다.
고고학자들은 보통 기원전 1550년경의 청동기 시대 말기로 거슬러 올라가는데, 이때 힉소스 왕조는 이집트 제17왕조와 제18왕조 사이에 이집트에서 쫓겨났다. 이 시기 동안 트란스요르단을 포함한 가나안의 많은 중세 청동기 시대 도시들이 파괴되었다.

## 트란스요르단 토후국

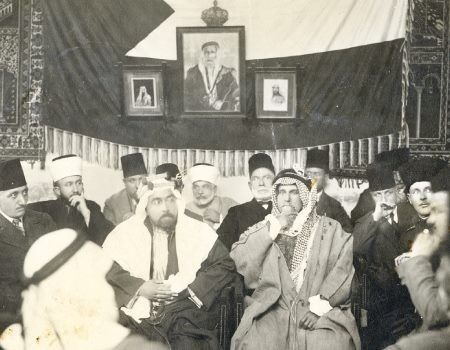
1929년 4월 2일 트란스요르단 역사상 첫 선거였다.

오스만 제국의 지배가 4세기 동안 정체된 후(1516년~1918년) 터키는 제1차 세계 대전 중 아랍 반란의 하심 군대가 이 지역의 베두인, 체르케스인, 기독교인들의 도움과 지원을 받아 오늘날의 요르단을 점령하고 확보하면서 트란스요르단에 대한 터키의 지배는 끝났다. 반란은 메카의 샤리프 후세인이 이끄는 오스만 제국에 대항하여 일어났다. 이 반란은 영국과 프랑스를 포함한 제1차 세계 대전 연합국의 지원을 받았다. 샤리프 후세인의 아들 파이살과 압둘라는 그 대가로 영토 통치를 약속받았다.
제1차 세계 대전 말기에 오스만 제국이 해체되면서 국제 연맹과 점령한 강대국인 영국과 프랑스는 중동의 국경을 다시 긋게 되었다. 그들의 결정, 특히 사이크스-피코 협정은 시리아에 대한 프랑스 위임통치령과 팔레스타인에 대한 영국 위임통치령으로 이어졌다. 트란스요르단 영토는 위임통치령 문서가 완성되기 약 1년 전에 이미 압둘라에게 할당되었다.

## 같이 보기
- 아시아의 역사
- 요르단 국왕